# Antoine Viviani
Antoine Viviani est un réalisateur et artiste français.

## Biographie
En 2011, il produit et réalise In Situ, un projet documentaire qui consiste en deux versions du même film : long-métrage documentaire pour le cinema et film interactif pour Internet,,,,. In Situ est un essai documentaire qui explore l'espace urbain et la vie quotidienne en Europe à travers les interventions d'artistes et de personnalités telles que Pamelia Kurstin, Irmela Mensah Schramm, Alain Damasio, Paul Ardenne, Zevs, Stéphane Degoutin et Gwenola Wagon (Nogo voyages), Johann Lorbeer, Jean-Luc Courcoult et Royal de luxe, Llorenç Barber, Philippe Vasset. Le film est sélectionné dans de nombreux festivals de documentaires et reçoit le Doclab Award à l'IDFA à Amsterdam en 2011 et le Best Film Award au London Open City Documentary Festival en 2012.,
En 2015, il réalise et produit le projet Dans les limbes (In Limbo en anglais),, un essai documentaire qui raconte l'éveil d'un esprit, incarné par l'écrivaine franco-canadienne Nancy Huston, au sein des labyrinthes de centres de données que constitue Internet, "comme si ce monde de mémoire numérique était devenu la seule réalité encore existante et se rêvait lui-même".  Le film met en scène des pères fondateurs d'Internet tels que Gordon Bell, Brewster Kahle, Ray Kurzweil, George Dyson, et questionne notre croyance dans la technologie et notre rapport à la finitude,. Le film les représente comme des fantômes se parlant pour toujours entre eux, en utilisant une technique de caméra volumétrique inédite basée sur la caméra infrarouge Kinect. Sur Internet, les internautes peuvent se connecter au film et leurs données personnelles sont intégrées au montage du film. L'écrivain de science-fiction Alain Damasio a participé à l'écriture du film. La première du film a lieu en novembre 2015 en compétition internationale à Copenhague au sein du festival CPH:Dox et a reçu ensuite plusieurs distinctions. 
En 2019, Antoine Viviani écrit, produit et co-réalise avec Pierre Alain Giraud une installation immersive en réalité augmentée intitulée Solastalgia,. En revêtant un équipement spécifique, l'expérience se vit par groupe de dix personnes, pendant 40 minutes, dans un décor de 400 m2. Transportés dans un futur post-apocalyptique, les explorateurs découvrent un espace inhabité dans lequel les dernières générations d'habitants se sont transformées en fantômes, hantant la planète pour toujours,. Antoine Viviani déclare voir le projet comme une adaptation de l'Invention de Morel, roman d'Adolfo Bioy Casares. Solastalgia est présenté en 2020 au sein de la sélection New Frontier du Sundance Film Festival, au musée des Champs Libres à Rennes pendant six mois, ainsi qu'à la National Gallery of Iceland. 

## Filmographie
- 2009 : Little Blue Nothing, co-réalisé avec Vincent Moon (50 min)
- 2011 : In Situ (83 min)
- 2015 : Dans les limbes (En: In Limbo, 86 min)

## Installations - expositions
- 2019-2020 : Solastalgia, co-créé avec Pierre-Alain Giraud -  Musée des Champs Libres, National Gallery of Iceland

## Distinctions
- 2016 : Best Emergent Filmmaker Award, London Open City Docs Festival, pour Dans les limbes
- 2016 : Prix de la création, Festival Traces de vie, pour Dans les limbes[24].